# هوه یون-جونگ
هوه یون-جونگ (انگلیسی: Huh Yoon-jung; ۳۰ سپتامبر ۱۹۳۶ – ? اوت ۲۰۲۲ (aged 85)) بازیکن فوتبال اهل کره جنوبی بود.
وی همچنین در تیم‌های ملی فوتبال کره جنوبی بی و کره جنوبی بازی کرده‌است.
وی در مسابقات بین‌المللی در مجموع برندهٔ ۱ مدال برنز شده‌است.